# 亞洲出版業協會
亞洲出版業協會（英語：The Society of Publishers in Asia, SOPA）是1982年成立於英屬香港的非牟利組織，旨在維護亞太地區新聞自由，表彰卓越新聞內容以及推廣出版專業。亞洲出版業協會為亞太區的傳播媒體發聲，每年舉辦的「卓越新聞獎」為亞太區新聞界的重要專業獎項。

## 卓越新聞獎
亞洲出版業協會自1999年開始每年頒發「卓越新聞獎」，有「亞洲普立茲獎」之稱，被公認為亞太地區最具影響力的新聞獎項。該奬為表彰亞太地區傳統媒體、新媒體的傑出作品，是出版業界最負盛名的獎項。

## 會員

#### 香港特別行政區
- 南華早報
- 椰子傳媒（英语：Coconuts Media）

#### 新加坡
- 端傳媒
- 亞洲新聞台

#### 中华人民共和国
- 澎湃新聞
- 第六聲
- 时尚网

#### 臺灣
- 聯合新聞網
- 今周刊
- 天下雜誌
- 鏡週刊
- 台灣英文新聞
- 政經傳媒

#### 美国
- 道瓊公司
- 彭博社
- 紐約時報
- 彭博商業周刊
- 時尚 (Vogue)
- PRovoke Media

#### 日本
- 日經亞洲評論

#### 英国
- 金融時報
- 路透社
- 經濟學人

#### 菲律賓
- 菲律賓每日問詢者報（英语：Philippine Daily Inquirer）

### 準會員
- Google新聞實驗室
- Piano.io

## 前會員

#### 香港特別行政區
- 香港蘋果日報
- 明報
- Hong Kong Living

#### 新加坡
- DestinAsian

#### 中华人民共和国
- 数可视
- 动点科技（TechNode）

#### 緬甸聯邦共和國
- 緬甸時報（英语：The Myanmar Times）

### 前準會員
- 臉書
- 香港郵政
- 美通社
- 媒體拓展（Media OutReach）

## 外部連結
- 官方网站（英文）
- 亞洲出版業協會的Facebook專頁
- YouTube上的亞洲出版業協會頻道
- 亞洲出版業協會的X（前Twitter）